# Batman : D'ombre et de lumière
Batman: Black & White (traduit en français par Batman : D'ombre et de lumière chez Semic, Batman ! chez Éditions USA et Batman Black and White chez Urban) est une mini série de comics américain de Batman en quatre volumes dont la spécificité est de proposer plusieurs histoires courtes en 7 planches par des auteurs aux grands noms. Un nouveau volume est annoncé par DC Comics en 2020.

## Histoire éditoriale
L’origine de cette série est racontée par Mark Chiarello, le superviseur éditorial de DC Comics qui proposa cette anthologie, dans son introduction du premier volume de l’édition reliée.
L’idée est venue à la suite d'une question posée lors d’un repas : « Quel titre emporteriez-vous sur une île déserte ? ». La réponse unanime fut Creepy, magazine en noir et blanc qui avait réuni tout un ensemble d’artistes.
Bien que la rédaction de DC accueillit l’idée peu favorablement (« Personne n’aime les BD en noir et blanc. Personne n’aime les anthologies »), le projet est accepté. Scott Peterson est nommé pour piloter Chiarello pour éviter « qu’il nuise à l’intégrité d’un des personnages phares de la maison ».
La série devient un « succès créatif et financier » quand les quatre numéros du premier volume furent publiés entre juin et septembre 1996. Chacun des numéros présente plusieurs récits courts indépendants, tous écrits et dessinés par différentes équipes artistiques. Chaque histoire varie en fonction du thème, du décor et du ton (en fonction de l’équipe artistique), offrant ainsi de multiples interprétations de Batman - et, dans certains cas, de ses alliés – en explorant leur psychologie et leurs relations.
L’expérience est renouvelée en 2000, dans la série Batman: Gotham Knights. Chaque numéro est accompagné d’un court récit en noir et blanc. Elle prend fin dans Batman: Gotham Knights n°49 en 2004. Tous les récits sont regroupés en une édition reliée composée de deux volumes (volumes 2 et 3). L’édition reliée proposera également cinq nouveaux récits originaux.
Entre novembre 2013 et avril 2014, une nouvelle série Batman : Black & White est proposée en six numéros. Son édition reliée est le volume 4.
En 2020, l'éditeur DC Comics annonce une nouvelle série en six numéros. Le premier sort en décembre 2020.

## Synopsis
Séries d'épisodes courts (7 à 8 planches), à chaque fois réalisé par des auteurs prestigieux et en noir et blanc uniquement parus dans Batman: Black & White et Batman: Gotham Knights.

## Adaptation
Il existe une adaptation animée de ce comics sous forme de motion comic.
Le motion comic a été produit et réalisé par Ian Kirby et est accompagné d'une musique originale du compositeur Adam Fulton. Il se compose de deux saisons de dix épisodes chacune :

### Liste des épisodes
Saison 1 (lancée le 8 décembre 2008 ) :
1. Here Be Monsters
2. Broken Nose
3. Two of a Kind
4. Case Study
5. Black and White Bandit
6. Punchline
7. Good Evening Midnight
8. Hide and Seek
9. Night After Night
10. Perpetual Mourning

Saison 2 (lancée le 23 juillet 2009 ) :
1. I'll Be Watching
2. The Call
3. Monsters in the Closet
4. A Game of Bat and Rat
5. Hands
6. Sunrise
7. In Dreams
8. Heroes
9. Legend
10. Blackout

## Éditions
- 1996 : Batman !, Éditions USA[8]. Contient Batman: Black & White n°1 à 4 de 1996,  (ISBN 2911033426).
- 1997 : Batman !, Éditions USA : réédition avec une nouvelle couverture,  (ISBN 2911033272).
- 2001 : D'ombre et de lumière 1, Semic, collection Semic Book : Contient Batman: Gotham Knight n°1 à 9 de 2000[9],  (ISBN 978-2-9140-8247-1).
- 2002 : D'ombre et de lumière 2, Semic, collection Semic Book : Contient Batman: Gotham Knight n°10 à 18 de 2001,  (ISBN 978-2-9140-8263-1).
- 2016 : Batman Black and White tome 1, Urban Comics, collection DC Deluxe : Contient Batman: Black & White Vol. 1 (n°1-4), Batman: Gotham Knights n°1-9 + 5 histoires inédites[10],  (ISBN 978-2-3657-7441-3).
- 2016 : Batman Black and White tome 2, Urban Comics, collection DC Deluxe : Contient Batman: Gotham Knights n°10 à 35 + 37 à 46[11],  (ISBN 978-2-3657-7994-4).

## Prix et récompenses
- 1997 : Prix Eisner de la Meilleure histoire courte pour "Heroes" d'Archie Goodwin et Gary Gianni (Batman: Black & White n°4)[6]
- 1997 : Prix Eisner de la Meilleure Anthologie[6]
- 2003 : Prix Eisner du Meilleur Recueil[12]